# پائولو بوسونی
پائولو بوسونی (ایتالیایی: Paolo Bossoni؛ زادهٔ ۲ ژوئیهٔ ۱۹۷۶) دوچرخه‌سوار اهل ایتالیا است. وی در مسابقات تور دو فرانس و جیرو دیتالیا شرکت کرده است.